# Neptune orbiter
Neptune Orbiter — проєкт безпілотного міжпланетного космічного апарата для глибокого дослідження системи Нептуна, подібного до місії «Кассіні — Гюйгенс» для системи Сатурна.
Вивчалася можливість старту близько 2017—2019 років, коли виникли сприятливі умови для польоту до Нептуна й досягнення його протягом 8—12 років. Наукова мета місії — вихід апарата на орбіту планети, дослідження системи кілець та супутників, зокрема, Тритона й метеорологічних умов на ньому.
У 2008 році місію було вилучено з переліку майбутніх місій НАСА. Наразі її немає навіть серед концепцій. Єдиним космічним апаратом, що пролітав неподалік Нептуна, залишається «Вояджер-2».